# Stenstorps hagkärr
Stenstorps hagkärr är ett naturreservat i Katrineholms kommun i Södermanlands län.
Området är naturskyddat sedan 2003 och är 34 hektar stort. Reservatet består av ett stort sumpskogsområde med  gran, tall, glasbjörk och al. I anslutning i norr finns reservatet Djupviksberget.